# الاحتجاجات المصرية 1968
تضمنت احتجاجات عام 1968 في مصر إضرابات عامة واحتجاجات ضد حكومة جمال عبد الناصر. كما طالب المتظاهرون بوضع حد للفساد. بدأت الاحتجاجات في حلوان بعد هزيمة مصر أمام إسرائيل في حرب الأيام الستة عام 1967 وقد عمت البلاد بسرعة. كانت ذروة الحركة الاحتجاجية في 9 و10 يونيو 1967 عندما احتشد أنصار جمال عبد الناصر بمئات الآلاف ضد استقالته مما أدى إلى إلغاء استقالته. استمرت الحركة حتى مارس 1968 عندما استخدمت الحكومة القوات العسكرية لقمع الحركة. بحلول مارس 1968، أنهت الحكومة المصرية حركة الاحتجاج.